# Luzonobasis
Luzonobasis is een geslacht van libellen (Odonata) uit de familie van de waterjuffers (Coenagrionidae). De wetenschappelijke naam van het geslacht is voor het eerst geldig gepubliceerd door R.J.T. Villanueva in 2012. De naam verwijst naar het Filipijnse eiland Luzon en de tribus Teinobasini.

## Soorten
Luzonobasis is monotypisch en omvat slechts de soort:
- Luzonobasis glauca (Brauer, 1868)